# المعهد الوطني للتكنولوجيا الزراعية

شعار المعهد.

المعهد الوطني للتكنولوجيا الزراعية ( الإسبانية: Instituto Nacional de Tecnología Agropecuaria (INTA) ، هي منظمة اتحادية أرجنتينية مسؤولة عن الزراعة.  المعهد هو وكالة إرشادية مسؤولة عن توليد وتكييف ونشر التقنيات والمعرفة وإجراءات التعلم للأنشطة الزراعية والغابات والصناعات الزراعية داخل بيئة نظيفة بيئيًا.
على الرغم من أن المعهد، الذي تم إنشاؤه في عام 1956، يعتمد على وزير الزراعة والثروة الحيوانية والصيد والأغذية بوزارة الاقتصاد والإنتاج، إلا أنه يتمتع باستقلال مالي وتشغيلي يمنحه القانون 25641/02 الذي يمنح المعهد 0.5٪ من الواردات.

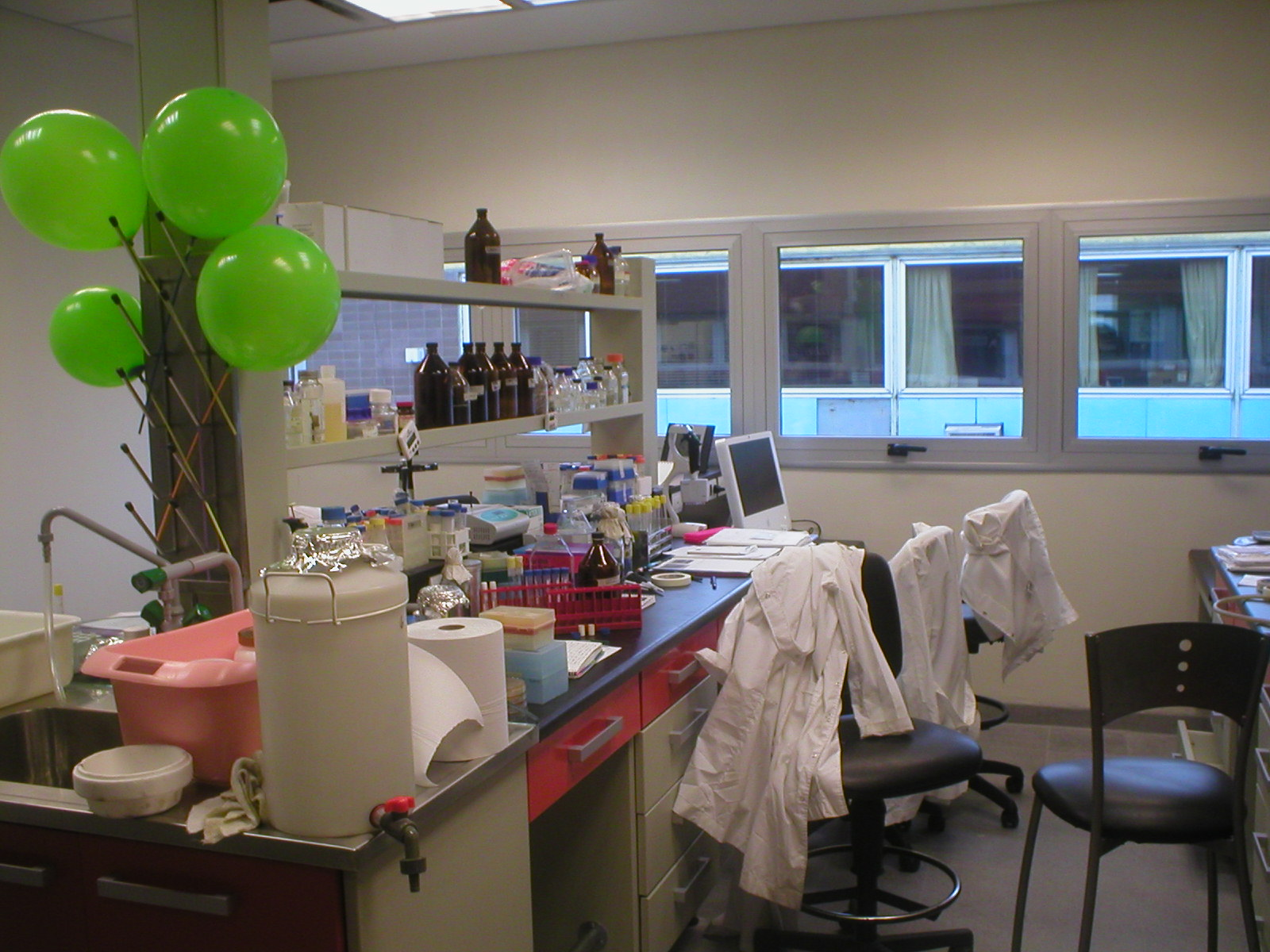
مختبر البيولوجيا الجزيئية في المعهد.

يجري المعهد الوطني للتكنولوجيا الزراعية أبحاثًا وتُنتج معلومات وتقنيات تُطبّق على العمليات والمنتجات، وتُرسل لاحقًا إلى المُنتجين. وتعمل، على سبيل المثال، على التحسين الوراثي وتطوير خصائص مُحددة لأنواع مُختلفة من الحبوب والفواكه والزهور وأشجار الغابات والخضراوات، بالإضافة إلى إدارة الزراعات والغابات المحلية.
من المجالات المهمة الأخرى سلامة المنتجات ونظافتها، ومكافحة الآفات والأعشاب الضارة والأمراض. يدرس المعهد ويبحث في حصاد الفاكهة والخضراوات ومعالجتها وتعبئتها وتوزيعها وتسويقها، بالإضافة إلى مناولة وتجهيز اللحوم ومنتجات الألبان. كما يراقب المعهد سلوكيات المستهلكين المحليين والخارجيين في السوق، بالإضافة إلى الأثر الاقتصادي لمختلف التقنيات المطبقة.
تجري المنظمة أبحاثًا أكاديمية حول المواضيع الزراعية. 
يشمل المستفيدون من الأبحاث أولئك الذين يتلقون منحًا من برنامج فولبرايت . 
في نوفمبر 2024، تم الإعلان عن قيام المعهد الوطني للتكنولوجيا الزراعية بتجربة إنتاج البيتاهايا البيضاء والحمراء والصفراء في محطتها التجريبية في يوتو. 

## هيكل المنظمة
المعهد الوطني للتكنولوجيا الزراعية هو هيئة إدارية مؤلفة من أعضاء من القطاعين الرسمي والخاص، تُحدد سياساتها على المستوى الوطني. تُنفذ الهيئة الوطنية تخطيط أعمال الهيئة، بمساعدة الجهات الفنية التنظيمية والإدارية.
ويتم إجراء البحوث وتأهيل المنتجين في 44 محطة زراعية تجريبية و240 وحدة إرشادية في جميع أنحاء البلاد.
شاهد فيديو عن INTA

## أنظر أيضاً
- المعهد الوطني للتكنولوجيا الصناعية في الأرجنتين (INTI)
- العلوم والتكنولوجيا في الأرجنتين

## روابط خارجية
- المعهد الوطني للتكنولوجيا الزراعية نسخة محفوظة 2013-06-29 على موقع واي باك مشين.
- وزارة العلوم والتكنولوجيا والابتكار المنتج في الأرجنتين
- وزارة الزراعة، Ganadería y Pesca de Argentina